# Ann Eliza Young
Ann Eliza Webb Dee Young Denning (Nauvoo, 13 settembre 1844 – 1925) è stata una delle cinquantacinque mogli di Brigham Young e successivamente una critica della poligamia.
Denunciò apertamente l'oppressione delle donne e fu una fautrice dei diritti delle donne durante il XIX secolo.

## Biografia
Era nata nel 1844 a Nauvoo da Chauncey Griswold Webb e sua moglie, il cui nome da nubile era stato Eliza Jane Churchill. Ann Eliza Webb sposò Brigham Young, il secondo presidente della Chiesa della Chiesa di Gesù Cristo dei Santi degli Ultimi Giorni (Chiesa mormone), quando lui aveva 67 anni e lei era una divorziata di 24 anni con due figli. Nonostante si sia successivamente definita come la "moglie numero 19" di Young, e altri si siano riferiti a lei come la "27ª moglie", era in realtà la 52ª donna a sposare Young.
Chiese il divorzio da Young nel gennaio 1873, un gesto che attrasse molta attenzione. La sua domanda di divorzio adduceva trascuratezza, trattamento crudele e abbandono familiare, e sosteneva che suo marito aveva proprietà del valore di 8000000 $ e un reddito superiore a 40000 $ al mese (Young oppose che possedeva meno di 600000 $ in proprietà e che il suo reddito era meno di 6000 $ al mese). Lei fu scomunicata dalla Chiesa di Gesù Cristo dei Santi degli Ultimi Giorni il 10 ottobre 1874.
Il divorzio fu concesso nel gennaio 1875 e fu ordinato a Brigham Young di pagare un'indennità di 600 $ al mese e 3000 $ in spese legali. Quando Young inizialmente rifiutò, fu considerato oltraggio alla corte e condannato a un giorno di prigione e a una multa di 25 $. L'assegnazione alimentare fu successivamente messa da parte sulla base che un matrimonio poligamo era legalmente non valido.
Ann Eliza Young successivamente percorse gli Stati Uniti e denunciò apertamente la poligamia, il Mormonismo e lo stesso Brigham Young. Testimoniò davanti al Congresso degli Stati Uniti d'America nel 1875; a queste critiche fu attribuito di contribuire all'approvazione del Poland Act che riorganizzò il sistema giudiziario nel Territorio dello Utah e rese più facile al Governo Federale perseguire i poligami.
Nel 1876 pubblicò un'autobiografia intitolata "Wife No. 19" ("Moglie n. 19"), in cui scrisse che aveva
(Ann Eliza Young)
Il suo resoconto di testimone degli "orrori della poligamia e massoneria" fu la base della biografia The Twenty-Seventh Wife del 1961 di Irving Wallace e della novella The 19th Wife del 2008 di David Ebershoff.
Dopo il suo divorzio da Young, Ann Eliza sposò il non-mormone Moses R. Deming. Venne separata dalla sua famiglia, inclusi i suoi bambini (un nipote disse al biografo Irving Wallace che nessuno dei suoi figli aveva contatti con lei dopo che avevano raggiunto l'età adulta). I membri erano spesso scoraggiati dall'associarsi con "apostati". Un articolo del 1907 in occasione del 30º anniversario della morte di Young aggiornò il pubblico sulle sue vedove all'epoca sopravvissute e affermò che Ann Eliza aveva divorziato ancora e viveva a Lansing (in Michigan). Nel 1908 Ann Eliza pubblicò una versione riveduta di Wife No. 19 intitolata "Life in Mormon Bondage." ("Vita nella schiavitù mormone"). Dopo la sua pubblicazione, lei sparì dalla scena pubblica. Non sono noti né la data né il luogo della sua morte né il luogo di sepoltura. Una fonte sostiene che morì nel 1925 a Rochester, New York.

## Pubblicazioni
- (EN) Ann Eliza Young, Wife No. 19, or the story of a life in bondage. Being a complete exposé of Mormonism, and revealing the sorrows, sacrifices and sufferings of women in polygamy, Hartford, Dustin, Oilman & Co., 1876.